# Guilherme Giovannoni
Guilherme Giovannoni (Piracicaba, 2 de junho de 1980) é um ex-jogador de basquetebol brasileiro. Atualmente é comentarista esportivo nos canais ESPN.
Disputou a Copa América de 2009 com a seleção nacional. Foi tricampeão do NBB com o Lobos Brasília, sendo eleito duas vezes o MVP das Finais do NBB. Foi eleito MVP do NBB em 2011. Ainda pelo Brasília, foi três vezes campeão da Liga Sul-Americana (2010, 2013 e 2015), sendo eleito MVP do torneio em 2010 e 2013.

## Estatísticas
| † | Temporadas em que Guilherme Giovannoni foi campeão |
|   | Liderou o torneio                                  |
| * | Estatísticas incompletas                           |

### Torneios nacionais

#### NBB
Temporada regular
| Ano        | Equipe         | PJ  | MPJ  | 2P%  | 3P%  | LL%  | RT  | AS  | BR  | TO | PPJ  |
| ---------- | -------------- | --- | ---- | ---- | ---- | ---- | --- | --- | --- | -- | ---- |
| 2009–1011† | Lobos Brasília | 26  | 32.4 | .662 | .372 | .796 | 7.7 | 2.0 | .8  | .2 | 21.4 |
| 2010–1100† | Lobos Brasília | 26  | 32.6 | .576 | .378 | .893 | 7.6 | 1.9 | 1.2 | .1 | 17.9 |
| 2011–1200† | Lobos Brasília | 27  | 31.3 | .626 | .420 | .826 | 6.0 | 1.7 | 1.0 | .3 | 17.6 |
| 2012–13    | Lobos Brasília | 31  | 30.4 | .582 | .387 | .798 | 7.2 | 2.2 | 1.1 | .3 | 16.8 |
| 2013–14    | Lobos Brasília | 32  | 31.9 | .574 | .427 | .847 | 7.2 | 2.3 | .9  | .2 | 16.0 |
| 2014–15    | Lobos Brasília | 28  | 33.0 | .508 | .383 | .880 | 6.1 | 3.3 | .9  | .3 | 18.3 |
| 2015–16    | Lobos Brasília | 25  | 29.5 | .488 | .440 | .837 | 7.1 | 2.9 | .6  | .3 | 17.2 |
| 2016–17    | Lobos Brasília | 27  | 31.0 | .476 | .375 | .892 | 7.6 | 3.4 | .9  | .4 | 15.8 |
| Carreira   | Carreira       | 222 | 31.6 | .563 | .398 | .845 | 7.0 | 2.4 | .9  | .3 | 17.6 |

Playoffs
| Ano      | Equipe         | PJ | MPJ  | 2P%  | 3P%  | LL%   | RT  | AS  | BR  | TO | PPJ  |
| -------- | -------------- | -- | ---- | ---- | ---- | ----- | --- | --- | --- | -- | ---- |
| 201011†  | Lobos Brasília | 13 | 36.1 | .596 | .433 | .939  | 7.2 | 2.4 | .6  | .2 | 18.8 |
| 201100†  | Lobos Brasília | 13 | 35.5 | .580 | .364 | .937  | 8.0 | 2.2 | 1.2 | .2 | 22.5 |
| 201211†  | Lobos Brasília | 9  | 35.3 | .545 | .485 | .800  | 6.8 | 2.3 | 1.0 | .8 | 17.3 |
| 2013     | Lobos Brasília | 5  | 32.1 | .395 | .458 | 1.000 | 4.8 | 2.6 | .8  | .2 | 15.4 |
| 2014     | Lobos Brasília | 2  | 24.0 | .500 | .500 | .750  | 6.0 | 1.5 | .5  | .0 | 10.5 |
| 2015     | Lobos Brasília | 8  | 32.8 | .542 | .308 | .951  | 6.0 | 1.8 | 1.3 | .8 | 17.6 |
| 2016     | Lobos Brasília | 11 | 25.9 | .432 | .404 | .951  | 4.8 | 2.5 | .7  | .0 | 15.1 |
| 2017     | Lobos Brasília | 4  | 35.2 | .583 | .267 | .957  | 6.8 | 2.5 | .5  | .5 | 19.0 |
| Carreira | Carreira       | 65 | 33.1 | .538 | .404 | .928  | 6.5 | 2.3 | .9  | .3 | 18.1 |

#### Campeonato Nacional
| Ano      | Equipe             | PJ | MPJ  | 2P%  | 3P%  | LL%  | RT  | AS  | BR  | TO | PPJ  |
| -------- | ------------------ | -- | ---- | ---- | ---- | ---- | --- | --- | --- | -- | ---- |
| 1998     | Pinheiros          | 26 | 17.5 | .619 | .417 | .793 | 3.2 | .7  | .8  | .1 | 8.8  |
| 1999     | Pinheiros          | 15 | 27.0 | .534 | .441 | .768 | 3.5 | 2.1 | 1.4 | .2 | 20.8 |
| 2002     | COC/Ribeirão Preto | 38 | 27.7 | .531 | .381 | .750 | 4.7 | 2.7 | 1.1 | .4 | 15.9 |
| Carreira | Carreira           | 79 | 24.2 | .549 | .398 | .767 | 4.0 | 1.9 | 1.1 | .3 | 14.5 |

#### Serie A
| Ano      | Equipe         | PJ  | MPJ  | 2P%  | 3P%  | LL%   | RT  | AS  | BR  | TO | PPJ  |
| -------- | -------------- | --- | ---- | ---- | ---- | ----- | --- | --- | --- | -- | ---- |
| 2003–04  | Treviso        | 38  | 17.1 | .582 | .458 | .722  | 2.7 | .9  | .6  | .1 | 6.5  |
| 2004–05  | Biella         | 33  | 24.9 | .568 | .354 | .819  | 4.0 | 1.4 | 1.3 | .1 | 12.7 |
| 2005–06  | Treviso        | 11  | 6.5  | .353 | .364 | 1.000 | .8  | .5  | .2  | .0 | 2.5  |
| 2006–07  | Virtus Bologna | 45  | 23.9 | .537 | .371 | .806  | 5.5 | .7  | 1.3 | .1 | 10.0 |
| 2007–08  | Virtus Bologna | 31  | 27.5 | .544 | .298 | .819  | 4.8 | 1.0 | 1.5 | .0 | 11.8 |
| 2008–09  | Virtus Bologna | 35  | 22.6 | .524 | .309 | .717  | 3.8 | 1.1 | .6  | .1 | 8.3  |
| Carreira | Carreira       | 193 | 22.1 | .544 | .359 | .793  | 4.0 | 1.0 | 1.0 | .1 | 9.3  |

#### Legadue
| Ano     | Equipe       | PJ | MPJ  | 2P%  | 3P%  | LL%  | RT  | AS  | BR  | TO | PPJ  |
| ------- | ------------ | -- | ---- | ---- | ---- | ---- | --- | --- | --- | -- | ---- |
| 2002–03 | Rimini Crabs | 32 | 29.4 | .631 | .424 | .793 | 5.0 | 1.2 | 1.9 | .1 | 16.1 |

#### Liga ACB
Temporada regular
| Ano      | Equipe      | PJ | MPJ  | 2P%  | 3P%  | LL%  | RT  | AS | BR | TO | PPJ |
| -------- | ----------- | -- | ---- | ---- | ---- | ---- | --- | -- | -- | -- | --- |
| 1999–00  | Fuenlabrada | 14 | 15.9 | .407 | .125 | .565 | 1.9 | .1 | .5 | .1 | 2.9 |
| 2000–01  | Fuenlabrada | 25 | 11.5 | .389 | .235 | .875 | 1.4 | .5 | .4 | .1 | 3.2 |
| 2001–02  | Gijón       | 6  | 13.0 | .364 | .333 | .667 | 2.0 | .3 | .2 | .5 | 3.7 |
| Carreira | Carreira    | 45 | 13.1 | .391 | .214 | .686 | 1.6 | .3 | .4 | .2 | 3.2 |

Playoffs
| Ano  | Equipe      | PJ | MPJ  | 2P%  | 3P%  | LL%   | RT  | AS | BR | TO | PPJ |
| ---- | ----------- | -- | ---- | ---- | ---- | ----- | --- | -- | -- | -- | --- |
| 2001 | Fuenlabrada | 3  | 19.3 | .400 | .222 | 1.000 | 2.0 | .7 | .3 | .0 | 6.0 |

### Torneios internacionais

#### Liga das Américas
| Ano      | Equipe         | PJ | MPJ  | 2P%  | 3P%  | LL%  | RT  | AS  | BR  | TO | PPJ  |
| -------- | -------------- | -- | ---- | ---- | ---- | ---- | --- | --- | --- | -- | ---- |
| 2010     | Lobos Brasília | 3  | 33.0 | .348 | .333 | .895 | 6.3 | 3.0 | .3  | .0 | 16.0 |
| 2011     | Lobos Brasília | 6  | 34.8 | .491 | .400 | .765 | 9.2 | 1.8 | 1.7 | .3 | 19.7 |
| 2012     | Lobos Brasília | 9  | 28.2 | .522 | .348 | .920 | 6.2 | 1.3 | .8  | .1 | 13.0 |
| 2013     | Lobos Brasília | 8  | 34.0 | .618 | .441 | .889 | 7.5 | 2.5 | 1.5 | .0 | 18.1 |
| 2014     | Lobos Brasília | 3  | 34.0 | .800 | .500 | .875 | 5.3 | 1.3 | 1.0 | .3 | 17.7 |
| 2016     | Lobos Brasília | 3  | 28.3 | .459 | .286 | .923 | 7.0 | 3.0 | 1.0 | .0 | 17.3 |
| Carreira | Carreira       | 32 | 31.9 | .527 | .403 | .863 | 7.1 | 2.0 | 1.1 | .1 | 16.7 |

#### Liga Sul-Americana
| Ano       | Equipe         | PJ | MPJ  | 2P%  | 3P%  | LL%   | RT  | AS  | BR  | TO | PPJ  |
| --------- | -------------- | -- | ---- | ---- | ---- | ----- | --- | --- | --- | -- | ---- |
| 2002      | Ribeirão Preto |    |      |      |      |       |     |     |     |    |      |
| 2009 II   | Lobos Brasília | 3  | 26.3 | .625 | .462 | 1.000 | 6.7 | 2.0 | 1.0 | .3 | 23.7 |
| 201011†   | Lobos Brasília | 7  | 35.4 | .565 | .439 | .833  | 6.6 | 1.4 | .9  | .0 | 19.1 |
| 2011      | Lobos Brasília | 6  | 31.3 | .571 | .368 | .750  | 7.3 | 1.8 | .3  | .2 | 15.3 |
| 2012      | Lobos Brasília | 9  | 27.4 | .550 | .450 | .913  | 5.1 | 3.3 | 1.2 | .1 | 15.7 |
| 201311†   | Lobos Brasília | 8  | 31.6 | .571 | .422 | 1.000 | 6.8 | 2.4 | .8  | .4 | 16.6 |
| 2014      | Lobos Brasília | 6  | 30.2 | .673 | .364 | .882  | 7.0 | 3.0 | 1.2 | .5 | 22.0 |
| 201511†   | Lobos Brasília | 8  | 32.3 | .515 | .357 | .818  | 7.1 | 3.1 | 1.1 | .3 | 15.9 |
| 2016      | Lobos Brasília | 6  | 23.0 | .418 | .385 | .818  | 5.7 | 2.7 | .8  | .5 | 14.2 |
| Carreira* | Carreira*      | 53 | 30.0 | .554 | .408 | .873  | 6.5 | 2.5 | .9  | .3 | 17.3 |

#### EuroLeague
| Ano      | Equipe         | PJ | MPJ  | 2P%  | 3P%  | LL%  | RT  | AS  | BR  | TO | PPJ |
| -------- | -------------- | -- | ---- | ---- | ---- | ---- | --- | --- | --- | -- | --- |
| 2003–04  | Treviso        | 19 | 19.3 | .540 | .435 | .864 | 2.7 | 1.2 | 1.3 | .2 | 7.0 |
| 2005–06  | Treviso        | 4  | 8.5  | .400 | .200 | .000 | 2.0 | .3  | .3  | .0 | 1.8 |
| 2007–08  | Virtus Bologna | 12 | 23.8 | .407 | .313 | .767 | 4.7 | 1.1 | 1.3 | .3 | 8.4 |
| Carreira | Carreira       | 35 | 19.6 | .465 | .373 | .808 | 3.3 | 1.1 | 1.1 | .2 | 6.9 |

#### EuroChallenge
| Ano        | Equipe         | PJ | MPJ  | 2P%  | 3P%  | LL%  | RT  | AS  | BR | TO | PPJ  |
| ---------- | -------------- | -- | ---- | ---- | ---- | ---- | --- | --- | -- | -- | ---- |
| 2005–06    | Kyiv           | 11 | 22.3 | .525 | .324 | .784 | 3.9 | 1.5 | .6 | .2 | 11.5 |
| 2006–07    | Virtus Bologna | 15 | 19.7 | .415 | .564 | .810 | 5.4 | 1.0 | .6 | .1 | 8.5  |
| 2008–0911† | Virtus Bologna | 15 | 22.9 | .529 | .486 | .897 | 5.2 | 1.4 | .5 | .1 | 8.7  |
| Carreira   | Carreira       | 41 | 21.6 | .491 | .463 | .828 | 4.9 | 1.3 | .6 | .1 | 9.4  |

### Seleção Brasileira
| Ano       | Torneio       | PJ  | MPJ  | 2P%  | 3P%  | LL%   | RT  | AS  | BR  | TO | PPJ  |
| --------- | ------------- | --- | ---- | ---- | ---- | ----- | --- | --- | --- | -- | ---- |
| 2001      | Sul-Americano | 8   |      |      |      |       |     |     |     |    | 13.3 |
| 2001      | Copa América  | 9   |      |      |      |       |     |     |     |    | 9.8  |
| 2002      | Copa do Mundo | 9   | 19.6 | .545 | .615 | .778  | 2.2 | 1.6 | 1.0 | .1 | 9.6  |
| 200311†   | Sul-Americano | 6   | 26.7 | .636 | .400 | .722  | 4.8 | 2.3 | .7  | .3 | 15.5 |
| 200311†   | Pan-Americano | 5   |      |      |      |       |     |     |     |    | 18.8 |
| 2003      | Copa América  | 8   | 20.4 | .429 | .250 | .750  | 3.4 | 1.6 | .6  | .0 | 8.3  |
| 200511†   | Copa América  | 10  | 30.6 | .429 | .488 | .636  | 5.7 | 2.2 | .9  | .1 | 12.1 |
| 2006      | Copa do Mundo | 5   | 20.4 | .600 | .333 | .538  | 3.2 | 1.2 | 1.4 | .0 | 8.6  |
| 2007      | Copa América  | 7   | 14.3 | .474 | .417 | .800  | 1.9 | 1.7 | .9  | .0 | 6.4  |
| 200911†   | Copa América  | 10  | 16.1 | .433 | .455 | .833  | 3.9 | 1.0 | .2  | .0 | 6.6  |
| 2010      | Copa do Mundo | 6   | 19.7 | .643 | .412 | .833  | 2.5 | .7  | .0  | .2 | 7.3  |
| 2011      | Copa América  | 10  | 27.8 | .600 | .462 | .692  | 5.3 | 1.6 | 1.2 | .2 | 11.1 |
| 2011      | Pan-Americano | 4   | 30.8 | .385 | .438 | .750  | 6.0 | 1.3 | .3  | .3 | 9.3  |
| 2012      | Olimpíada     | 6   | 14.3 | .462 | .385 | .750  | 2.0 | .8  | .3  | .0 | 5.0  |
| 2013      | Copa América  | 4   | 30.5 | .440 | .318 | .909  | 7.5 | .5  | .3  | .0 | 13.3 |
| 2014      | Copa do Mundo | 6   | 9.0  | .800 | .444 | .750  | 1.3 | .3  | .0  | .0 | 3.8  |
| 2015      | Copa América  | 4   | 19.3 | .667 | .273 | 1.000 | 2.8 | 1.8 | .3  | .3 | 5.8  |
| 2016      | Olimpíada     | 5   | 13.6 | .250 | .500 | .833  | 3.4 | .4  | .4  | .2 | 4.8  |
| Carreira* | Carreira*     | 122 | 20.9 | .508 | .419 | .752  | 3.7 | 1.3 | .6  | .1 | 9.5  |

## Honras
- 2x NBB MVP das Finais (2011–2012)
- NBB Most Valuable Player (2011)
- 4x Seleção do NBB (2010–2012, 2015)
- 6x Jogo das Estrelas NBB (2010–2015)
- MVP da Liga Sul-Americana (2010, 2013)

## Títulos
Pallacanestro Treviso
- Campeonato Italiano: 2005/06
- Copa Itália: 2004

Bologna
- EuroChallenge: 2009

UniCEUB/BRB/Lobos Brasília
- Campeonato Brasileiro: 2009/2010, 2010/2011, 2011/2012
- Liga Sul-Americana de Basquete: 2010, 2013, 2015
- Troféu João Herculino: 2011

Prêmios Individuais
- MVP do NBB: 2010/2011
- MVP das finais do NBB: 2010/2011, 2011/2012
- MVP da Liga Sul-Americana: 2010, 2013
- Seleção do NBB: 2009/2010, 2010/2011, 2011/2012, 2014/2015

Seleção Brasileira
- Copa América: 2005, 2009
- Torneio Tuto Marchand: 2011
- Medalha de Ouro nos Jogos Pan-Americanos: 1999, 2003